# 신잉카국
신잉카국(영어: Neo-Inca State), 또는 빌카밤바 잉카(스페인어: Incas de Vilcabamba)는 1533년 빌카밤바에서 망코 잉카 유팡키가 세운 국가이다. 보통 잉카 제국의 후계를 이은 잔존 세력들이 만든 나라로 여겨지며, 약 1572년까지 존속하였다. 1572년에 스페인 당국이 대규모 원정대를 꾸려 빌카밤바를 정복하였고, 마지막 왕이었던 투팍 아마루가 잡혀 능지처참당하면서 완전히 멸망하게 된다.

## 역사

### 잉카 황족들의 후퇴
빌카밤바 지역은 파차쿠티 황제 때부터 잉카 제국에 속해있던 지역이었다. 스페인 군대가 물밀듯이 잉카 제국으로 들어온 이후, 프란치스코 피사로는 새로운 꼭두각시 황제를 세워 제국을 좌지우지하게 된다. 첫 꼭두각시 황제였던 투팍 우알파가 일찍 세상을 떠난 후, 피사로는 제국의 수도였던 쿠스코에서 망코 잉카 유팡키를 새로운 황제로 옹립하여 안정을 꾀하고자 하였다.
피사로가 스페인에 저항하는 세력들을 정복하기 위해 잠시 쿠스코를 떠나있는 동안, 그는 망코 잉카 유팡키를 피사로의 이복동생이었던 곤잘로 피사로 등 약 90명의 스페인 군인들과 남겨놓게 된다. 하지만 곤잘로 피사로는 망코 잉카를 심하게 하대하고 큰 모욕을 주는 등 온갖 만행을 일삼았으며, 결국 망코 잉카는 그 수모를 견디다 못해 1535년에 도망치려 하나 실패한다. 이후 그는 감옥에 갇히게 되지만, 나중에 그의 아버지인 우아이나 카팍의 보물창고를 찾으라는 이유로 잠시 풀려난다. 이 때 망코 잉카는 보물창고로 스페인 군인들을 인도하는 척하면서 도망칠 계획을 수립했고, 결국 탈출에 성공하게 된다. 이후 탈출에 성공한 망코 잉카는 무려 200,000명에 달하는 잉카 제국 전사들을 불러 모으고 1536년에 쿠스코 탈환을 시도한다.
10달 후, 치열한 접전 끝에 1537년에 망코 잉카는 쿠스코 근처의 요새 올란타이탐보로 후퇴하게 된다. 그 곳에서 망코 잉카는 스페인 군대의 공격을 성공적으로 막아내게 된다. 망코 잉카는 한편 휘하의 장군 키소 유판키를 시켜 쿠스코 외에도 리마를 포위, 공성하게 하였고 또한 피사로가 보낸 몇몇 원정대들을 급습하여 성공적으로 물리치게 된다. 이로 인해 무려 500명에 달하는 스페인 군인들이 죽었고, 개중 몇몇은 포로로 잡혀 망코 잉카가 있는 올란타이탐보로 보내진다.
하지만 후에 스페인의 지원군들이 속속 도착하고 점차 그 영향력을 굳혀나가자, 그는 올란타이탐보 요새가 너무나 쿠스코와 가까워 위험하다는 생각을 하게 되고, 결국 요새를 버린 후 빌카밤바로 숨어들게 된다.

### 스페인과의 공존
망코 잉카 유팡키가 빌카밤바로 이동하여 새로운 나라를 세운 뒤, 그는 그 곳에서 게릴라 전술을 통해 스페인과 협력한 부족들과 소규모 스페인 원정대들을 끊임없이 공격하기 시작한다. 이로 인해 성과도 있었으나, 전체적인 관점으로 보면 오히려 그 피해가 더 막심했다. 이런 상황 속에서 피사로와 디에고 데 알마그로가 지휘권을 놓고 서로 내분을 일으키게 되고, 경쟁에서 진 알마그로의 패잔병들이 피사로의 감시를 피해 빌카밤바로 도망쳐 왔을 때, 망코 잉카는 그들 대부분을 받아들여 전력을 키우고자 하였는데, 나중에 이들이 변절하여 사이리 투팍과 그의 형제들이 보는 앞에서 망코 잉카를 죽이게 된다. 이 암살자들은 곧바로 호위병들에 의해 살해당했다.
망코 잉카의 뒤를 이어 왕위에 오를 당시 사이리 투팍은 5살이었고, 고문들의 도움을 받아 왕국을 약 10년간 다스리게 된다. 그의 재위 기간 동안 왕국은 스페인 정복자들과 나름대로 평화적으로 지냈는데, 스페인의 총독은 그가 만약 빌카밤바에서 나와 투항한다면 쿠스코에 호화로운 저택을 마련해주겠다는 제안을 했을 정도였다. 사이리 투팍은 본디 이 제안을 받아들이려 했으나, 이 때 갑자기 파울루 잉카가 급사하는 사건이 일어나자, 이를 불길한 징조로 받아들이고 결국 그 제안을 거부하게 된다.
사이리 투팍 이후에 왕위에 오른 티투 쿠시 유팡키가 빌카밤바에서 신잉카국을 다스릴 동안, 스페인의 총독과 관리들은 최대한 협상을 통해 그를 복속시키고 싶어했다. 협상의 주 내용은 그가 빌카밤바에서 내려오고 왕위를 내려놓는 것에 대한 것이었다. 1568년 즈음에 협상이 타결된 이후, 티투 쿠시 유팡키는 가톨릭으로 개종하여 '디에고 데 카스트로'라는 이름을 얻게 된다.
티투 쿠시가 죽고 훨씬 더 독립적인 성향을 가진 투팍 아마루가 왕위에 올랐는데, 이 사실을 몰랐던 스페인 관리들은 티투 쿠시 때 하던 것처럼 2명의 대사를 보내 잉카 왕국과 협상을 계속하려 했다. 이 2명의 대사가 국경에서 사사되자, 당시의 스페인 총독은 신잉카국이 국제법을 어겼다는 이유로 대규모 군대를 파견하여 신잉카국을 아예 완전히 지도에서 지우려 했다.

### 정복 전쟁
1572년 4월 전쟁을 선포한 스페인은 잉카 군대와 빌카밤바 계곡에서 첫 교전을 치루게 된다. 가벼운 무장을 한 잉카 군대가 먼저 기습 공격을 하여 스페인 군대를 무너뜨리고자 했으나, 스페인 군대와의 압도적인 화력 차이와 전술 부족으로 점차 후방으로 밀려나게 된다. 6월 24일에 스페인 군대는 신잉카국의 수도 빌카밤바에 입성하게 되지만, 그 곳의 사람들이 모두 도망갔고, 아무것도 남아있지 않은 것을 보게 된다. 이후 스페인 군인들은 빌카밤바를 완전히 파괴해버렸고, 이로 인해 옛 잉카 제국과 신잉카국의 마지막 수도가 역사에서 완전히 사라지게 된다.

## 서양 무기의 도입
잉카인들이 서양의 무기 기술을 도입하여 그들과 상대할 수 있을 정도의 경험을 쌓기 위해서는 거의 20년에 가까운 세월이 필요했다. 1537년 초에 망코 잉카가 스페인 군대를 몰아내고 전리품으로 얻은 무기를 통해 처음으로 잉카 군대가 서양의 무기들을 가질 수 있게 되었고, 1538년에는 잉카의 군인들이 말을 탈 수 있을 정도로 전투에 능숙해졌다. 참고로 유럽인들이 건너오기 전까지 남아메리카에는 말이라는 동물이 없었으며, 잉카인들은 말을 타고 다니는 스페인 군대를 보고 경악했다.
1540년대 초에 몇몇 스페인 포로들이 잉카인들에게 서양식 총기와 화포의 사용법을 가르쳐 주었으며, 이로 인해 1560년대 들어서는 거의 대부분의 잉카 전사들이 매우 능숙하게 서양식 무기들을 잘 다룰 수 있었다고 전한다.

## 같이 보기
- 투팍 아마루